# Соколовская (станция)
Соколо́вская — железнодорожная станция хордовой линии Мытищи — Фрязево Ярославского направления Московской железной дороги. Расположена на границе города Щёлково Московской области. Входит в Московско-Курский центр организации работы железнодорожных станций ДЦС-1 Московской дирекции управления движением. По основному характеру работы является промежуточной, по объёму работы отнесена к 4 классу.
Не оборудована турникетами.
Время движения от Ярославского вокзала — около 55 минут, от станции Фрязево — 55—58 минут.

## Транспорт
Автобусы:
- 2 (ул. Полевая — пл. Воронок — Образцово)
- 4 (ул. Широкая — завод «СМИ»)

Маршрутные такси:
- 10
- 44

## История
Остановочный пункт основан в 1896 году как платформа Образцово-Соколовская, где Образцово — название села, ныне посёлка, при котором находились усадьба Н. А. Соколова и принадлежащая ему ткацкая фабрика. По фамилии этого промышленника была образована вторая часть названия платформы.

## Фотогалерея
- Локомотив ТГМ4-2523 перевозит товарные вагоны с путей за платформой
- Километражная табличка на платформе «От Москвы»
- На платформу в сторону станции Воронок прибывает электропоезд «Москва — Монино»
- Электропоезд «Москва — Фрязево» подъезжает к платформе
- Продуктовый магазин в нескольких метрах от станции
- Подъездные пути к заводу
- Стрелка на подъездных путях